# Dve ciklami ali Na svetu je dovolj prostora za vse
Kratka sodobna pravljica Dve ciklami ali Na svetu je dovolj prostora za vse je četrta knjiga popotnice Benke Pulko. Izšla je leta 2009 pri založbi Undara Studio v obliki slikanice, ki jo je ilustrirala Urška Stropnik Šonc.

## Vsebina
Besedilo govori o dveh ciklamah. V njun vsakdan je nekega dne mimo priletela pikapolonica, naslednji dan je prilezel na obisk pajek, tretji dan pa se mimo okna sprehodi prašiček. Kljub življenju na isti okenski polici se ciklami nista zbližali in postali prijateljici. Pogovarjali sta se le takrat, ko sta obrekovali druge in bili neprijazni do vseh, ki so želeli postati njuni prijatelji. Za ciklami se začne drugačno življenje ob prihodu smetarja, ki ju je potegnil iz smeti, ko ju je gospa zavrgla in ju podaril ženi. Ciklami ugotovita, da je svet velik, zanimiv in prijazen. Na njem je dovolj prostora, le spoštovati se moramo med seboj, za to pa je potrebna tudi dobra volja.

## Literarni liki
Glavna literarna lika: Rozi in Belinda.
Stranski literarni liki: Teta Mara, Polonca, pajek Frajer, prašiček, Maček, gospod smetar, prijateljica Mici, smetarjeva žena.

## Analiza pravljice
Pripovedovalec v pravljici je prvoosebni in tretjeosebni ali vsevedni. Glavna literarna lika v pravljici sta Rozi in Belinda, stranski literarni liki pa so: teta Mara, Polonca, pajek Frajer, prašiček, Maček, gospod smetar, prijateljica Mici in smetarjeva žena. Čas dogajanja je neznan. Književni prostor pa je okenska polica, kasneje pa smetnjak in rob vrta. 
Motiv pravljice je, da nas v življenju vedno mika tisto, kar imajo drugi okoli nas, namesto da bi se veselili tistega kar imamo sami.
Pravljica ima tudi sporočilo, da je svet velik, zanimiv in prijazen. Na njem je dovolj prostora za vse, le drug drugega moramo spoštovati